# Jacek Kiss
Jacek Kiss (ur. 1943, zm. 20 grudnia 2022) – polski aktor dubbingowy, lalkowy i teatralny, lektor audiobooków, prezenter Polskiego Radia.

## Życiorys
Przez niemal całą karierę związany z teatrem Lalek Guliwer w Warszawie. Stały lektor książek Polskiego Związku Niewidomych. W jego dorobku znajduje się m.in. ponad 80 premier teatralnych oraz ponad 600 nagrań lektorskich, obejmujących audiobooki i inne publikacje dla osób niewidomych.
Był mężem polskiej aktorki Hanny Kinder-Kiss. Zmarł 20 grudnia 2022 w wieku 79 lat. Został pochowany na Cmentarzu Wilanowskim w Warszawie.

## Nagrody i odznaczenia
- 1977: Odznaka „Zasłużony Działacz Kultury”
- 1980: Nagroda Prezesa Rady Ministrów za twórczość dla dzieci i młodzieży
- 2016: Brązowy Medal „Zasłużony Kulturze Gloria Artis”
- Srebrny Krzyż Zasługi[2]

## Polski dubbing

### Filmy i seriale
- 1997: Książę Egiptu – Porucznik, Biczownik Jachmed, Bóg, blondwłosy mężczyzna bez brody w oazie, czarownik ubrany w niebieskie szaty, starzec ubrany w czerwone szaty, starzec ubrany w niebieskie szaty, starzec ubrany w ciemnoniebieskie szaty, mężczyzna odziany w czerwone szaty, głosy z tłumu
- 1998: Najwięksi bohaterowie i opowieści Biblii – Mateusz, różne postacie
- 1984-1990: Dzieciństwo muppetów – Rowlf

### Gry
- 1996: Ace Ventura – Shickadence, Jacques
- 1996: Na kłopoty Pantera – ojciec kolegi Nigela, rymujący chłopak, ojciec Yung-Li, Egipcjanin z fajką wodną, Sir Manley, ojciec Nigela
- 1998: Hokus Pokus Różowa Pantera – lokaj, Tadziu Rzeźbiarski, dwugłowy szczur (ponurak), król szczurów, murena, orangutan, wojownik z plemienia Dajaków, starszy Masajów, Dionizos
- 1998: Die by the Sword – Enric
- 1998: Ring: The Legend of the Nibelungen – Alberich
- 1999: Baldur’s Gate: Opowieści z Wybrzeża Mieczy – Ike, Mendas, Dradeel, mieszkańcy wyspy Baldurana
- 1999: Descent 3 – Samuel Dravis
- 1999: Atlantis II – Nuada, król Tuathów, Mistrz Tan Yun, Minotaur, strażnik piekła, Doradca króla Majów, figurka – kucharz
- 1999: Kroniki Czarnego Księżyca – Haazheel Thorn, Baron Moork, Książę Wampirów, Olbrzym Czarnego Księżyca, czarodziej, żołnierze Światła
- 1999: Faust: Gra duszy – Henry Porter
- 1999: Pizza Syndicate – postacie graczy, bezrobotni mężczyźni, kelnerzy, strażnicy, urzędnicy
- 1999: Aztec: Klątwa w sercu Złotego Miasta – Pan „Czarny Kwiat”, kapłan jedzący nieczystości, strażnik ośrodka obrzędowego, strażnik komnat pałacowych, kapłan przy Domu Pieśni
- 1999: Freespace 2 – narrator filmu o Colossusie
- 1999: The Settlers III: Misja Amazonek – Jowisz
- 1999: Planescape: Torment – Nordom
- 2000: Icewind Dale – Zzodziej
- 2000: MDK 2 – Stożkogłowi
- 2000: Wehikuł czasu – Kaszem, strażnik Sanktuarium Pamięci, lemur w monasterze, dorosły głuchy strażnik, dorosły opiekun trójnożców
- 2000: Messiah – detonator, głos maszyny Lotto
- 2000: Baldur’s Gate II: Cienie Amn – Lilarcor, Saerk, zakapturzony egzekutor, mężczyzna w tłumie
- 2000: Gift – Gift, Cień Głęboko Czarnej Ciemności Nocy
- 2000: The Devil Inside – Pilot helikoptera, zapowiadacz show
- 2000: Arthur's Knights: Rycerze Króla Artura – Dionikus, Armeniusz, Larhhan, Nai, Anachoreta
- 2000: Egipt: Przepowiednia Heliopolis – Nenki, Ouha, Pahery
- 2000: Battle Isle: The Andosia War – Major, adiutant pani prezydent, Ares, syn Rachel
- 2000: Jagged Alliance 2.5: Unfinished Business – Bobby „Steroid” Gontarski, Barry Unger, Biff Apscott, Thorton „Bubba” Jones
- 2001: Diablo II: Pan Zniszczenia – Ord Rekar
- 2001: Parkan: Iron Strategy – Askold CAAZ, pomocnik treningu, głosy warbotów
- 2001: Baśń o Dziadku Mrozie, Iwanie i Nastce – żebrak, organista
- 2001: Jekyll & Hyde – Burnwell, adwokat Hafford, Howard Stoke Moran
- 2002: Neverwinter Nights – Wielebny Sędzia Oleff Uskar, Aldo, Herban, Drake, Wiwern, Zuchwały i Wytrwały, świątobliwy uczony
- 2002: Jak rozpętałem II wojnę światową: Nieznane przygody Franka Dolasa – Generał, niemieccy żołnierze
- 2004: The Bard’s Tale: Opowieści barda – Szalony Thorvald, Bodb czwarty, Conner, Sean, Drott, łowca w Złowróżbnym lesie, uchodźca z Finstown
- 2005: Still Life
- 2006: Dreamfall: The Longest Journey – Roper Klacks, Vinnie, Beleris, sprzedawca ryb
- 2006: Paradise – Kapitan, Rudolf Gretzelberg, fryzjer
- 2010: Napoleon: Total War – polscy żołnierze
- 2011: Auta 2 – Acer